# 柏崎市佐藤池野球場
柏崎市佐藤池野球場（かしわざきし さとうがいけやきゅうじょう）は、新潟県柏崎市の佐藤池運動広場内にある野球場。施設は柏崎市が所有し、柏崎市観光レクリエーション振興公社が指定管理者として運営管理を行っている。

## 歴史
かつて柏崎市街地には2箇所の野球場があった。新潟県立柏崎高等学校のグラウンドには1931年に内野スタンドが設けられ、野球場としても使用できるようになっており（スタンドは現在も存続。地元では「柏崎高校球場」と呼ばれていた）、1950年7月18日にはプロ野球セ・リーグ公式戦の読売ジャイアンツ対大洋ホエールズ11回戦が開催された。また、柏崎高校の敷地西側には1964年の国民体育大会に合わせて柏崎市民野球場が建設された（本球場完成後に閉鎖および撤去、現在は新潟県立柏崎アクアパーク立地）。両球場はいずれも高校野球などアマチュア野球公式戦が主に行われていたが、海岸部に近く老朽化が進んでいたことなどから市は柏崎刈羽原子力発電所の建設に伴って国から交付された電源立地地域対策交付金の一部を活用して新たな野球場を市郊外に建設することを決定。市街地南東側の佐藤池新田地内を建設候補地とした。同所はその地名が示す通り、かつてあった「佐藤ヶ池」という池を埋め立てて造成された土地で、地盤の不安定さが問題だったものの、市は「土地の取得額が他所に比べて安価であり、地盤沈下もメンテナンスで克服できる」として同地を建設地に決定し、工事が進められた。
こうして野球場は1986年11月に完成。翌1987年5月23日、初のプロ野球公式戦となるパ・リーグ公式戦の南海ホークス対ロッテオリオンズ7回戦が球場開きとなった。しかし、この試合は前日まで降り続いた雨の影響でグラウンドコンディションがよくない中で強行された。開始時間が32分遅れたのに加え、試合中には雨脚が強まって1時間にわたって中断、グランドに土を運び込むなどした。この状態でも試合成立を目指したのは、前売り券が完売していたという事情があった。照明設備が設置されていないことから、午後5時44分、8回表一死無走者をもって4-4で同点のままサスペンデッドゲームとなった。サスペンデッドのルールは2012年に削除および廃止されたため、事実上日本プロ野球における最後のサスペンデッドゲームである。
初めて開催されたアマチュア野球公式戦は同年7月の夏の全国高等学校野球選手権新潟大会。本球場は同大会のメイン球場となり、開閉会式と準決勝以降の試合が行われた。その後もプロ野球の他、高校野球などアマチュア野球の公式戦が行われた。
2007年よりベースボール・チャレンジ・リーグの新潟アルビレックス・ベースボール・クラブが公式戦を実施している（2013 - 2014年はなし）。2015年にはグランドチャンピオンシップ1試合が開催されている。

### 地盤沈下と地震の影響

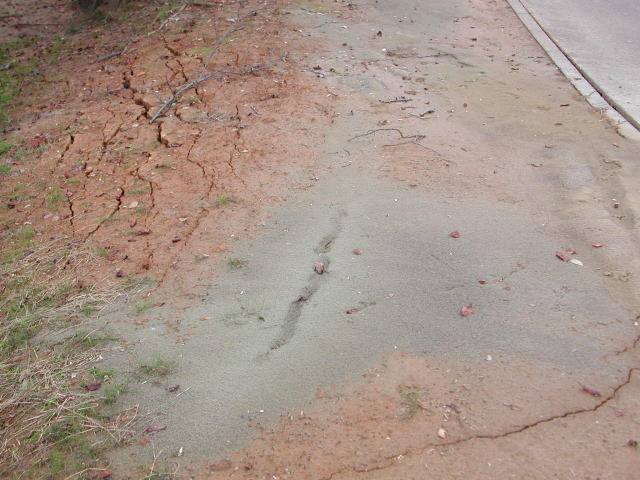
中越地震で発生した、佐藤池野球場付近の液状化。球場内外で陥没や噴砂が起こった（2004年10月30日、右翼場外）

沼地という立地条件が災いし、従来より深刻な地盤沈下にさいなまれ続けていた。
さらに2004年10月23日に発生した新潟県中越地震では液状化現象により球場内外で陥没や噴砂などが発生。フィールドが全体に沈降して右側に大きく傾斜するなど甚大な被害を受けた。市はこの地震による被害とは別に、元々地盤沈下が激しいため良好なプレー環境が提供できなくなったことから、2005年～2006年の2年間に亘って球場を閉鎖して地盤調査を行った上で、震災復旧を兼ねて地盤改良や外野拡張など改修工事を実施。2006年秋までに改修工事をほぼ完了。フィールドも両翼98m、中堅122mに拡張され、アマチュア公認規格を充足したものの、照明設備の追加設置は行われなかった。
翌2007年6月、改修完了を記念して日本プロ野球OBクラブおよび名球会のメンバーによるイベント「ドリームベースボール」を開催し、本格的に供用を再開した。また改修完了に合わせ、新潟県高等学校野球連盟は本球場を同年7月に行う第89回全国高等学校野球選手権新潟大会のメイン球場（開閉会式と準決勝以降の試合を実施）として使用することを前年までに決めた。本球場で高校硬式の公式戦が行われるのは3年ぶり。市は同大会をより良いコンディションで迎えるため、前述の「ドリームベースボール」の後は芝の養生を行う目的で、約1箇月間に亘って一般利用向けの貸し出しを控える措置を執った。
同大会は7月13日に開幕。本球場では開会式と一部試合を行った。しかし7月16日、1回戦の柏崎総合対加茂の試合中（5回裏無死一塁）に新潟県中越沖地震が発生。この影響でフィールドが再び沈降および隆起し、スタンドの一部も損壊するなどの被害を受けた（結局同試合はノーゲーム。また同日は県下2試合を除き全てノーゲーム及び延期）。県高野連は本球場が地震により被害を受けていることに加え、周辺の交通網の多くが震災の影響で寸断されていることや被災地域の復旧作業を優先させる必要性などを考慮し、同日中に17日以降の試合では本球場を使用しないことを決定した。
また大会そのものも7月22日まで試合を行わないものとし、開催球場に見附市の見附運動公園野球場を追加、さらに準決勝以降の試合と閉会式は長岡市悠久山野球場で行うことを決め、7月23日に日程を再開。予定通り8月1日に決勝を行い（新潟明訓が優勝し県代表に決定）、全日程を終了した。フィールドの被害は中越地震前後と比較すると軽微なものであったことから、市は地元野球関係者や上越地区の高校野球部員などの協力を得て仮補修を行った上で、8月から野球場の仮供用を再開した。2009年にHARD OFF ECOスタジアム新潟が完成すると、同年以後の夏の新潟県大会決勝戦は同球場に固定されたため、柏崎での決勝戦開催は実質1987年のみとなった。
また、野球場の右翼場外に隣接する第二野球場（サブグラウンド）には100戸の仮設住宅が建設され、被災者の生活支援に充当された。その後2009年8月、復興公営住宅の整備が進捗したのに伴って仮設住宅は順次閉鎖および撤去され、第二野球場は2010年春から供用を再開した。

## 主なエピソード
1987年の南海対ロッテ戦関連
本来であれば中止すべきコンディションであったのに、この試合の地元主催者であった新潟日報社の関係者が開催するよう執拗に嘆願したため、それに審判団らが折れる格好で強行した。同社は翌5月24日の新潟市営鳥屋野野球場でも雨天によりグラウンドコンディションが悪い状況下で強行を試みたものの結局中止となり、決定直後には観客が関係者に詰め寄るトラブルが発生。この2日続きのトラブルが元で、日刊スポーツなどのスポーツ紙や全国紙上で「営業優先主義」などと痛烈な批判を浴びる結果となった。サスペンデッドとなった柏崎の試合の再開分は、次回同カードが行われる7月7日の平和台野球場での試合前に行われる予定だったものの、当日は雨天に祟られ中止。翌8日にやっと試合が行われ、5x-4で南海がサヨナラ勝ちした。なお、サスペンデッドゲームで中断前の試合が地方球場で行われた場合、原則として続行分は主催側の専用球場で行うことになっていたが、続行分が地方球場で行われたのはこの例が実質初めてであった。
谷繁元信の公式戦初本塁打（1989年）
1989年5月27日に行われたヤクルトスワローズ対横浜大洋ホエールズ9回戦の5回表、当時大洋の新人だった谷繁元信がヤクルトの尾花高夫投手から公式戦初本塁打を放った。試合後、谷繁は「この球場のことも、尾花さんのことも、一生忘れないと思います」と喜びを噛みしめていた。なお、谷繁は中日ドラゴンズ移籍後の2009年9月1日に行われた対広島東洋カープ19回戦（浜松球場）で新潟県出身の今井啓介から通算200号本塁打を放ち、さらに201本目の本塁打を9月6日の対横浜ベイスターズ20回戦（HARD OFF ECOスタジアム新潟）で放っている。同試合後、谷繁はヒーローインタビューで「新潟に縁があるようですね」と問われると「そうですね」と照れながら答え、その後の取材でも「20年前に新潟で初本塁打を打ち、今日201本目を打って、またここからスタートできる」と感慨にふけっていた。

## 施設概要
- グラウンド面積：13,476m2
- 両翼：98m、中堅：122m
- 内野：クレー舗装、外野：天然芝
- 収容人員：15,000人
  - 内野：6,400人（全席ベンチ席）、外野：8,600人（芝生）
- スコアボード：パネル式
- 照明設備：なし
2007年に改修される前のフィールドは、グラウンド面積12,838m2、両翼92m、中堅120mであった。

柏崎市佐藤池第二野球場
- 1998年4月1日竣工
- グラウンド面積：－m2
- 両翼：92m、中堅：120m
- 内外野：全面クレー舗装
- 照明設備：なし
- 観覧設備：なし
新潟県中越沖地震の影響で2007年8月から2010年3月末まで供用停止、同年5月供用再開

## 運動広場内の主な施設
- 柏崎市佐藤池サッカー場
- ゲートボールコート
- 柏崎市総合体育館

## 交通
- JR信越本線 茨目駅南口より南へ徒歩約10分
- 高速バス 「柏崎バスストップ」・「柏崎インター」バス停より南へ徒歩約20分
- 越後交通「運動広場前」バス停より徒歩すぐ
  - JR柏崎駅南口発着の路線が1日2往復運行される（運休日あり）[4]。
- 北陸自動車道・柏崎ICから車で約5分